# Ordensburg Preußisch Mark
Die Ordensburg Preußisch Mark war eine Burg des Deutschen Ordens in Preußisch Mark (heute Przezmark) an der westlichen Grenze des ehemaligen Ostpreußen. Die Ruinen der Burg mit einem erhaltenen Vorburgturm liegen auf einer Halbinsel des Singer-Sees zwischen dem Großen (Motława Wielka) und dem Kleinen Mottlau-See (Motława Mała).

## Geschichte

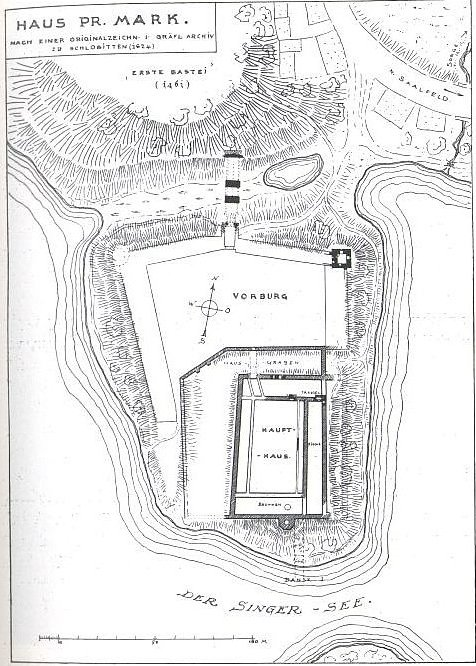
Plan des Burgareals

Um 1274 ist urkundlich belegt, dass ein einflügeliges Ordenshaus bestand. Zu Anfang des 14. Jahrhunderts ist belegt, dass ein Schäffler Eckart mit Bevorratung von Getreide beschäftigt war. Ab 1320 war die Burg erweitert und diente als Vorburg zur Marienburg.
Nach der Schlacht von Tannenberg wurde die Burg den siegreichen Polen übergeben. Der Notar, der das Inventar der Burg König Jagiello überbringen sollte, wurde jedoch auf Betreiben von Befehlshaber Mrocwko ermordet. Bereits kurz darauf wurde die Burg wieder Besitz des Ordens und zum Ordenshaus der Komturei Christburg bestimmt, da deren vorheriger Sitz zerstört worden war. Deshalb wurde die Burg Preußisch Mark um ein Konventshaus erweitert.
Im Dreizehnjährigen Städtekrieg wurde das Schloss von Bürgern aus Elbing erobert, vom Orden wieder eingenommen und anschließend von polnischen Truppen belagert.
Nach dem Niedergang des Deutschen Ordens war die Burg 1508 bis 1527 in Besitz der Bischöfe von Pomesanien. Durch die Finanznot des Herzogtums Preußen wurde die Burg des Öfteren verpfändet.
Ab 1521 war die Burg in Besitz der Familien von Egmon und von Werdte und wurde in den 1580er Jahren zu einem Schloss umgebaut.
Im zweiten Schwedisch-Polnischen Krieg diente die Burg von 1656 bis 1660 noch einmal als Verteidigungsbau.

## Baubestand

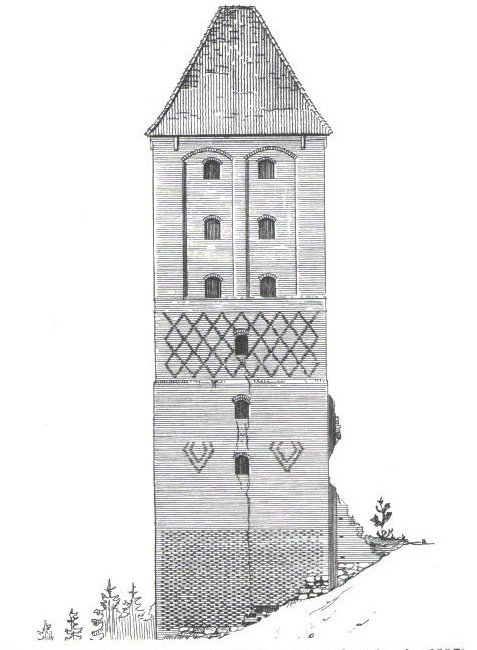
Eckturm der ersten Vorburg, Conrad Steinbrecht, 1897

Die Anlage bestand aus einer Hauptburg und zwei Vorburgen. Das Haupthaus war eine vierflüglige Anlage, die 73 m lang und 47 m breit war, deren dreigeschossiger Ostflügel der älteste Teil des Baus ist. Vom Ostflügel sind noch Fundamente, Granitpfeiler und Gewölberippen erhalten.
Nördlich des Haupthauses lag eine durch einen Halsgraben getrennte erste Vorburg. An der Nordseite der ersten Vorburg bestand eine große Toranlage, an der Nordwestecke ein Rundturm, von dem Fundamente erhalten sind. Am anderen Ende befindet sich der noch stehende Eckturm der ersten Vorburg, der Verliese, Wohnzellen und Wachräume enthielt und auch als Glockenturm diente. Über eine Brücke, deren Pfeiler noch erkennbar sind, gelangte man zu einer zweiten Vorburg, der „ersten Bastei“, die auf einem Hügel lag. Heute steht dort eine Kirche.
Im erhaltenen Vorburgturm finden heute Ausstellungen und Veranstaltungen statt.